# Patagones (1827)
El bergantín goleta Patagones fue un buque que integró ambas escuadras en pugna durante la guerra del Brasil.

## Historia
La goleta corsaria argentina Escudero fue capturada por el bergantín brasilero Cacique en las costas de África el 11 de junio de 1826 e incorporado como bergantín goleta a la escuadra del Imperio del Brasil con el nombre Escudeiro. Rearmado con 1 culebrina de 18 y 4 carronadas de igual calibre, participó de la fuerza enviada contra Carmen de Patagones siendo recapturado en las acciones navales de la Batalla de Carmen de Patagones del 7 de marzo de 1827 y rebautizado con el nombre Patagones por decreto del 14 de abril de 1827. 
Tras alistarse en el Río Negro fue incorporado a la escuadra republicana al mando de Guillermo Brown y destinado a operar en corso contra el tráfico mercante enemigo en el litoral marítimo brasileño, para lo que partió en división con la corbeta Chacabuco y el bergantín goleta Ituzaingó en abril al mando del capitán Jorge Luis Love y armado con un cañón de bronce de coliza de a 24 y 2 carronadas de hierro de a 12.
Tras un crucero de cuatro meses en las costas frente al Brasil, la Patagones navegaba en conserva con su última presa, el correo Pojuca, cuando el 23 de septiembre de 1827 hallándose a 45 millas al sur de Bahía fue atacado y abordado por el bergantín Imperial Pedro comandado por el teniente Joaquim Leal Ferreira. En la acción fue muerto el comandante y 13 tripulantes. La nave fue nuevamente incorporada a la escuadra imperial con el nombre Patagônia. Tiempo después fue armado en patacho y en 1831 navegaba como paquete al mando del teniente Joaquim Lúcio de Araújo.
El 11 de septiembre de 1838, al mando del teniente João Alves Carqueja, mientras conducía prisioneros, estos se sublevaron con el apoyo de la tripulación obligando al comandante a arribar a Santa Catarina.
En noviembre de 1839 al mando del teniente Jorge Benedito Otôni formó parte de la flota de 13 navíos que al mando de Frederico Mariath derrotó en Barra de Laguna a las fuerzas republicanas al mando de Garibaldi.
En 1843 pasó a desarme.